# صبحي الزبيدي
صبحي الزبيدي (1961-) هو مخرج سينمائي وكاتب فلسطيني، ولد في القدس نشأ في مخيم الجلزون قرب رام الله. درس الاقتصاد في جامعة بيرزيت وتخرج بدرجة البكالوريوس عام 1986، ثم أكمل تعليمه في جامعة نيويورك في الولايات المتحدة حيث نال دبلوم في إنتاج الأفلام وماجستير في النقد السينمائي ونظريات الأفلام عام 1994، بالإضافة إلى دورات في الأفلام الإثنوغرافية. يعد من الشخصيات البارزة في السينما الفلسطينية المعاصرة، حيث يسهم بشكل كبير في تقديم وتجسيد التجربة الفلسطينية المعقدة والمتعددة الأبعاد من خلال أفلامه وأبحاثه.

## مسيرته الفنية
عاد الزبيدي إلى رام الله عام 1996 وأسس شركته السينمائية الخاصة "لاجئون للأفلام"، بدأ بإنتاج أفلام تركز على مواضيع الشتات والتهجير، وشارك في عدد من مهرجانات الأفلام العالمية وحاز على عدة جوائز. عمل ككاتب موسيقي ومحاضر.

## أعماله
من بين أعماله الثقافية:
1. نال جائزة أفضل فيلم وثائقي قصير "خارطتي الخاصة جداً" في مهرجان بينال في معهد العالم العربي في باريس عام 1998.
2. نساء في الشمس عام 1998.
3. الضوء آخر النفق عام 2000.
4. عبور قلنديا عام 2002.

## مشروع تورا بورا سينما
يبحث الزبيدي في مشروعه البحثي "تورا بورا سينما" عن علاقة السينما الفلسطينية بالجغرافيا والذاكرة وتناقضاتها في السياق الفلسطيني، ويركز على كيفية إعادة إنتاج الفلسطينيين لأشكال جديدة من الذاكرة والتذكر عبر المخرجات الثقافية الجديدة، حيث يستخدم استعارة "تورا بورا" كموقع، وطبيعة، ومهرب، حيث توفر السينما للفلسطينيين مكانًا يمكنهم من خلاله تهريب أنفسهم إلى أي مكان في الداخل أو الخارج، ويواجهون الواقع الفعلي والماضي "الفردوس المفقود".